# سیدر ویل (کانزاس)
سیدر ویل (به انگلیسی: Cedar Vale) شهری در ایالت کانزاس کشور ایالات متحده آمریکا است که جمعیت آن در سرشماری سال ۲۰۱۰ میلادی، ۵۷۹ نفر بوده‌است.